# Wilfride Piollet
Wilfride Piollet (Saint-Rambert-d'Albon, 28 aprile 1943 – Rueil-Malmaison, 20 gennaio 2015) è stata una ballerina e coreografa francese, danseuse étoile del balletto dell'Opéra di Parigi dal 1969 al 1983.

## Biografia
Dopo aver studiato per cinque anni alla scuola di danza dell'Opéra di Parigi, nel 1960 fu scritturata nel corps de ballet della compagnia. Nel 1964 fu promossa a solista, nel 1966 a ballerina principale e nel 1969 fu proclamata danseuse étoile. Fu un'apprezzata interprete dell'opera di coreografi moderni come Maurice Béjart, Merce Cunningham, Lucinda Childs, George Balanchine, Jerome Robbins, Serge Lifar e Roland Petit, ma ha danzato anche nei maggiori ruoli femminili del repertorio classico, tra cui le protagoniste di Giselle, Il lago dei cigni, La bella addormentata e Coppélia. Fu frequente partner di Rudol'f Nureev, Fernando Bujones e Cyril Atanassoff. Nel 1983 diede il suo addio alle scene danzando Nouvelle lune c-à-d, coreografato appositamente per lei da Andy de Groat. Dopo il ritiro dalle scene insegnò danza al Conservatoire national supérieur de musique et de danse de Paris dal 1989 al 2008.
È morta di cancro nel 2015.